# Guerres linguistiques
Les guerres linguistiques est l’expression couramment utilisée pour le long conflit académique de linguistique générative américaine découlant d’une dispute entre Noam Chomsky et quelques-uns de ses collègues et élèves les plus précoces. Il prend place essentiellement dans les années 1960 et 1970.
Des linguistes tels que Paul Postal, John R. Ross dit « Haj » Ross, George Lakoff et James McCawley, autoproclamés « Les Quatre Cavaliers de l’Apocalypse  », proposent une théorie alternative à la sémantique générative qui critique la théorie de Noam Chomsky en se concentrant sur la sémantique plutôt que, comme le concept de structure profonde de Chomsky le fait, sur la grammaire. 
Tandis que Noam Chomsky ainsi que d’autres grammairiens génératifs soutiennent premièrement que la signification provient de l'ordre des mots utilisés c’est-à-dire que le langage est régi par un grand nombre de règles et de principes qui définissent l’ordre des mots dans une phrase (la syntaxe) et que cet ensemble de règles nous permet, souvent de manière inconsciente, de comprendre les phrases (c’est cette grammaire générative qui fait que tous les francophones disent « Je lis un livre » et non « Je un livre lis ») et deuxièmement que chaque locuteur a la capacité de former un ensemble infini de phrases grammaticales à l’aide d’un ensemble fini de règles, les sémanticiens génératifs pensent au contraire que la signification des mots est à l’origine de leur agencement et donc que les structures profondes doivent être envisagées de manière beaucoup plus abstraite au niveau sémantique et non plus au niveau syntaxique. En effet deux phrases de même sens peuvent avoir des structures profondes différentes : prenons les phrases intransitive et transitive « La purée a épaissi » et « Laura a épaissi la purée » ; les deux phrases ayant le même sens, on en vient à penser que la structure profonde est similaire. Or la construction épaissir X peut signifier « faire que X épaississe », on observe une relation causale qui doit être représentée dans la structure profonde par « Laura fait que la purée épaissit ». Au fur et à mesure, la syntaxe devient plus abstraite  et donne lieu à une représentation sémantique, « on aboutit à une structure profonde sémantique ».

## Linguistique cognitive
À terme, la sémantique générative a abouti à un paradigme linguistique alternatif, connu sous le nom de linguistique cognitive, lequel tente d’établir une corrélation entre l’interprétation du langage et la fonction biologique de certaines structures neuronales spécifiques. Tandis que les sémanticiens génératifs fondent leur raisonnement sur le postulat que l’esprit a un module d’acquisition du langage unique et indépendant, les linguistes cognitifs s’opposent à cette idée. À la place, ils affirment que le processus du langage est façonné par des structures conceptuelles profondes et, plus encore, que les capacités cognitives utilisées pour traiter ce phénomène sont similaires à celles employées pendant d’autres tâches sans rapport avec les langues. La plupart de ces travaux sont publiés aujourd’hui sous le nom de neurolinguistique.

## Livre
The Linguistics Wars est aussi le titre d’un livre de Allen Harris publié en 1993 traitant de ce sujet.  (ISBN 9780195098341).
Il concerne les problèmes de conflits impliquant Chomsky et d’autres personnalités reconnues (George Lakoff, Ray Jackendoff...) lors des années 1960 et 1970 qui divisèrent les linguistes après la publication de l’influent Aspects de la théorie syntaxique de Noam Chomsky. Ce schisme commença lorsque les premiers partisans de Chomsky formèrent un groupe minoritaire qui se mit à développer les idées de celui-ci d’une manière qui ne le convainquit guère. Il rejeta les changements apportés à ses théories par ses anciens disciples et élèves, déclenchant une décennie de conflits internes qui firent émerger de nombreuses et nouvelles connaissances dans le domaine. Même si Chomsky gagna la bataille, les caractéristiques de la sémantique générative firent leur apparition dans d’autres approches linguistiques et continuent à influencer cette dernière encore de nos jours. Le livre met aussi l’accent sur le lien entre l’évolution de caractéristiques majeures de certaines théories et les théories linguistiques plus modernes.